# الجمعية الوطنية (موريتانيا)
الجمعية الوطنية لديها 81 عضوا، ينتخبون لمدة خمس سنوات في دوائر انتخابية ذات مقعد واحد. من 1961-1978، وكان الحزب القانوني الوحيد لحزب الشعب الموريتاني. في عام 1990، أُدخل نظام التعددية الحزبية في موريتانيا. هيمن الحزب الجمهوري الديمقراطي والاجتماعي حتى انقلاب عام 2005. عقدت انتخابات ديمقراطية حقيقية لأول مرة في عام 2006.
في 27 أبريل، 2007 انتخب مسعود ولد بلخير رئيس الجمعية الوطنية، ليصبح أول الحراتين السوداء ليشغل هذا المنصب.